# Glossosoma javanicum
Glossosoma javanicum är en nattsländeart som beskrevs av Georg Ulmer 1930. Glossosoma javanicum ingår i släktet Glossosoma och familjen stenhusnattsländor. Inga underarter finns listade i Catalogue of Life.